# فرناندو ميدينا
فرناندو ميدينا (بالإسبانية: Fernando Medina Martínez)‏ هو مبارز بالسيف إسباني، ولد في 3 أبريل 1973 في إشبيلية في إسبانيا.

## وصلات خارجية
- فرناندو ميدينا على موقع اللجنة الأولمبية الدولية (الإنجليزية)
- فرناندو ميدينا على موقع أوليمبيديا (الإنجليزية)
- فرناندو ميدينا على موقع اللجنة الأولمبية الإسبانية (الإسبانية)